# Onderhoudsbeurt

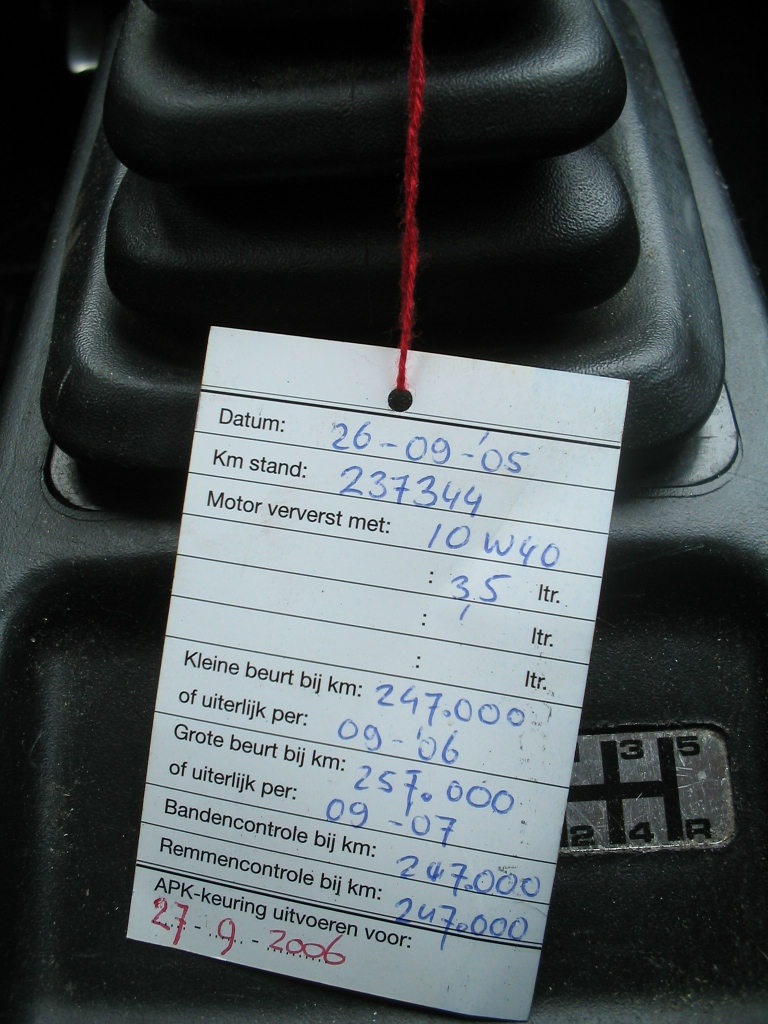
Herinneringslabel voor de grote en kleine beurt

Een onderhoudsbeurt, kortweg beurt, bij voertuigen is een controle op gebreken, tegelijk met een (preventieve) vervanging van onderdelen en vloeistoffen (olie). In België wordt dit een "onderhoud" genoemd, respectievelijk "klein onderhoud" en "groot onderhoud".
Om veilig en betaalbaar te blijven rijden heeft een auto zo nu en dan een onderhoudsbeurt nodig. In vaktermen wordt dit de grote of kleine beurt genoemd. Een grote beurt wordt meestal elke 20.000 km uitgevoerd. Tussendoor, dus na 10.000 km wordt vaak een kleine beurt gegeven. De autofabrikant schrijft de exacte interval per model voor in het onderhoudsschema, dat in de regel is terug te vinden in het bij de auto behorende onderhoudsboekje. Daarin worden ook de onderhoudsbeurten bijgehouden en door de garage afgestempeld. Steeds vaker is het onderhoud opgeslagen in de digitaal systeem. Voor waardebehoud van je auto is het belangrijk dat het onderhoud hierin bijgeschreven wordt.
In sommige landen is het gebruikelijk dat een onderhoudsbeurt tegelijk met een periodieke autokeuring plaatsvindt. In andere landen zijn deze, om belangenverstrengelingen te voorkomen, juist gescheiden. Een onderhoudsbeurt houdt zich bezig met de veiligheid van het voertuig, maar ook de technische conditie en het confort. De periodieke keuring kijkt vaak alleen naar de conditie van de auto in functie van veiligheid voor omgeving en inzittenden en milieu. 

## Geschiedenis
In het verleden werden onderhoudsbeurten veel frequenter uitgevoerd. Doordat moderne auto's minder onderhoudsgevoelig zijn, bijvoorbeeld door het toepassen van elektronische, directe ontsteking in plaats van ontsteking met een aparte bobine en verdeler met contactpunten. Ook het 'doorsmeren', het vervangen van smeervet, is geheel vervallen. Maar ook juist doordat moderne auto's veel meer elektronica bevatten, is het niveau van auto-onderhoud verschoven van eenvoudig mechanisch werk naar meer complex high tech onderhoud. Hierdoor worden ook hogere eisen gesteld aan het opleidingsniveau en competenties van automonteurs.

## Verschil kleine en grote beurt
Elke onderhoudsgarage heeft zijn eigen inhoud van de kleine en grote beurt.
Een garage noemt als onderdelen van de kleine beurt:
- Olie vervangen
- Oliefilter vervangen
- Controle, en zo nodig vervanging of reparatie van
  - remmen
  - loodaccu
  - vloeistoffen (koelvloeistof, ruitenwisservloeistof, remvloeistof)
- Overige reparaties van gebreken die tijdens het onderhoud blijken

Bij een grote beurt worden naast de bovenstaande punten ook genoemd:
- Controle en zo nodig vervanging of reparatie van
  - claxon
  - airbags
  - verwarming en airconditioning
  - voertuigverlichting
  - autobanden en bandenspanning (door [2] genoemd als onderdeel van de kleine beurt)
  - bodem
  - uitlaat
  - schokdempers en draagarmen

## Andere apparaten
Naast voertuigen hebben ook andere mechanische apparaten onderhoud nodig. Muziekinstrumenten moeten niet alleen regelmatig gestemd worden, maar zij moeten ook eens in de zoveel jaar een grote onderhoudsbeurt hebben. Hoe vaak dit nodig is hangt van de intensiviteit van het gebruik af en van de eisen die de gebruikers stellen. Een computer moet geregeld van stof worden ontdaan en de software moet worden bijgewerkt.